# Második csók
A Második csók egy 199 részből álló részenként 26 perc hosszúságú francia televíziós sorozat, melynek írója Jean-François Porry. Először a francia TF1 csatornán sugározták 1995 októberétől 1998 januárjáig. A történet egy kisebb baráti társaság  szerelmi kalandjait mutatja be középpontban Justine-nel a Girard család kisebbik lányával.

## Szereplők
- Camille Raymond: Justin Girard Vadász Bea
- Fabien Remblier: Jerome Couturier Gerő Gábor
- Renaud Roussel: Daniel Renaud  Kárpáti Levente
- Christophe Rippert: Luc Duval Breyer Zoltán
- Magali Madison: Anette Lampion Mezei Kitti
- Anthony Dupray: Anthony Barát Attila György
- Christine Ever: Suzy Haffner Anikó
- Stéphanie Ever: Suzon Haffner Anikó
- Virginie Desarnauts: Virginia Zsigmond Tamara
- Bruno Le Millin: Roger Girard - Csuja Imre
- Christiane Ludot: Marie Girard - Vándor Éva
- François Rocquelin: Aristide "Ari" - Galbenisz Tomasz
- Christian Moro: Gérard

## Megjegyzés
- Ezen sorozat az Első csók című folytatása, melyben ugyanezen szereplők életét követhetjük nyomon egyetemi éveikben.

- Virginia (Virginia Desarnauts), Luc (Christophe Rippert) és Anthony (Anthony Dupray) karaktere később újra feltűnik a Les Années bleues  (1998) című sorozatban, amely az egyetemi évek utáni időszakot taglalja. (Hazánkban eddig még nem mutatták be.)

## Fordítás
- Ez a szócikk részben vagy egészben  a   Les Années fac című francia Wikipédia-szócikk fordításán alapul.  Az eredeti cikk szerkesztőit annak laptörténete sorolja fel. Ez a jelzés csupán a megfogalmazás eredetét és a szerzői jogokat jelzi, nem szolgál a cikkben szereplő információk forrásmegjelöléseként.